# Greklands flygvapen
Greklands flygvapen (grekiska: ΠΑ – Πολεμική Αεροπορία, Polemikí Aeroporía, ”militärflyget”) är Greklands luftstridskrafter. Det anses vara en av de största flygvapnen i NATO och rankas på plats 20 av 139 länder.
Under kungariket Grekland var det från 1935 till 1973 känt som kungliga hellenska flygvapnet (Ἑλληνικὴ Βασιλικὴ Ἀεροπορία, Ellinikí Vasilikí Aeroporía).

## Bilder

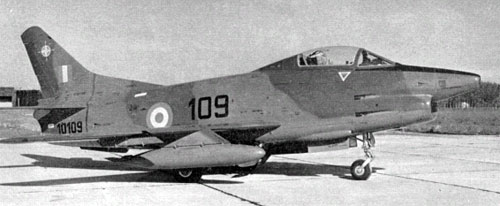
Grekiskt Fiat G.91-R4 lätt attackjaktflygplan.
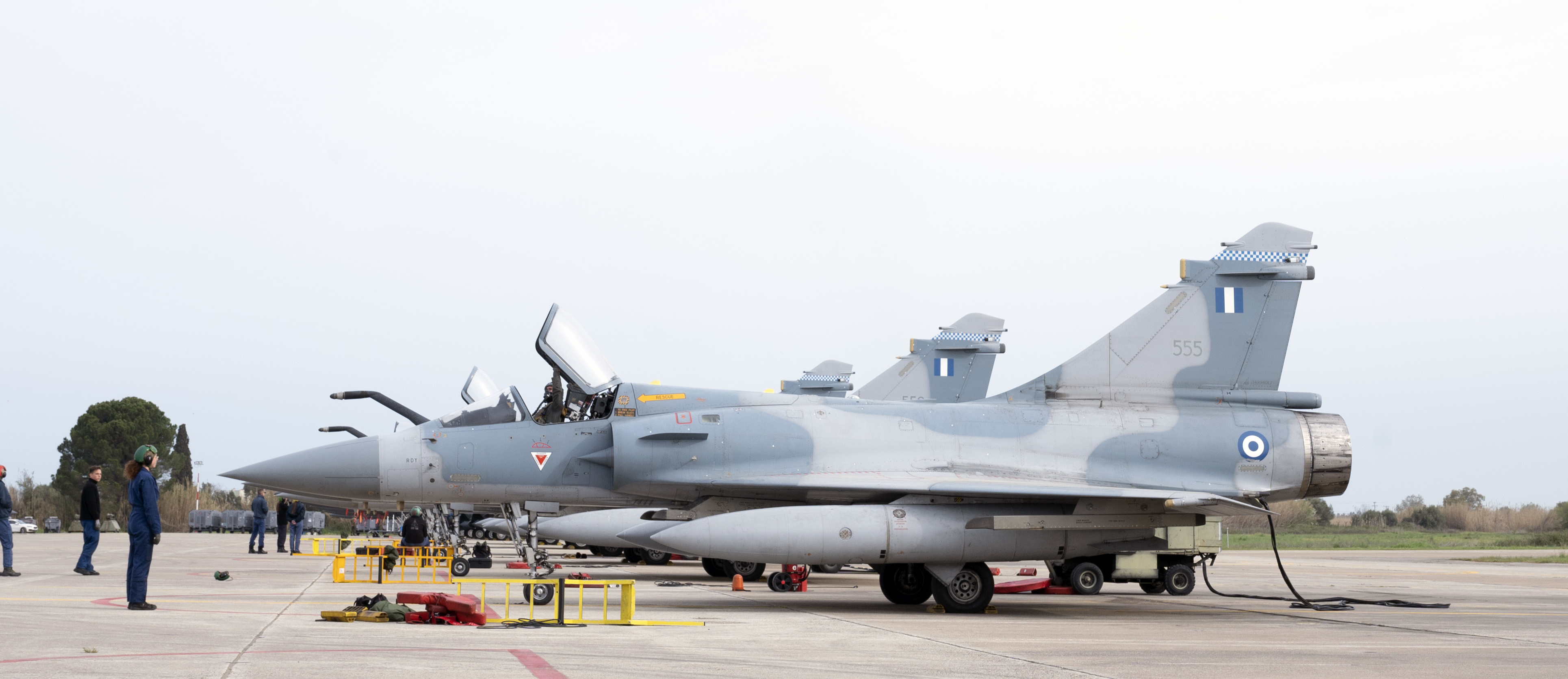
Grekiska Mirage 2000 luftförsvarsjaktflygplan.
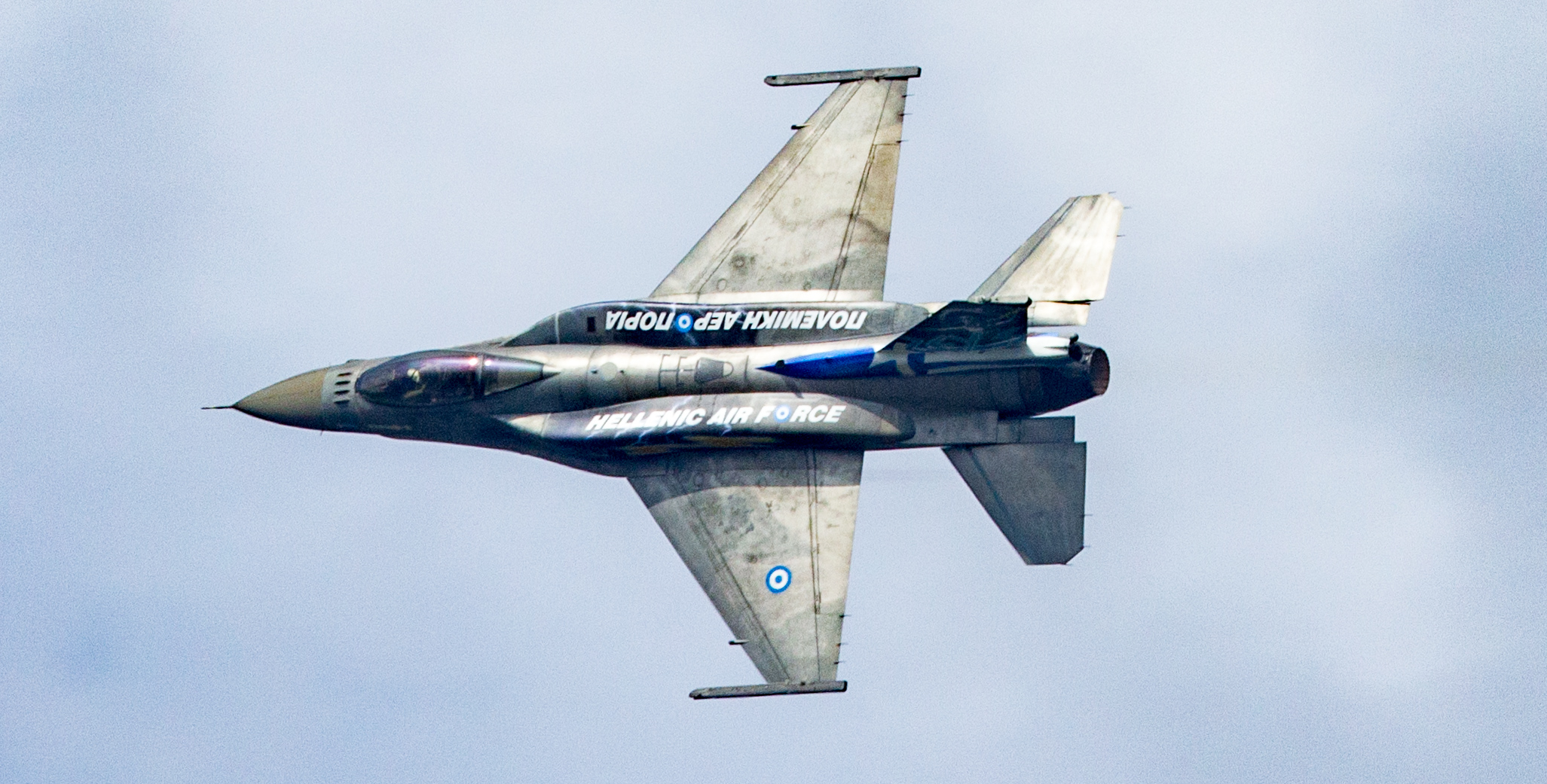
Grekiskt F-16 luftförsvarsjaktflygplan.
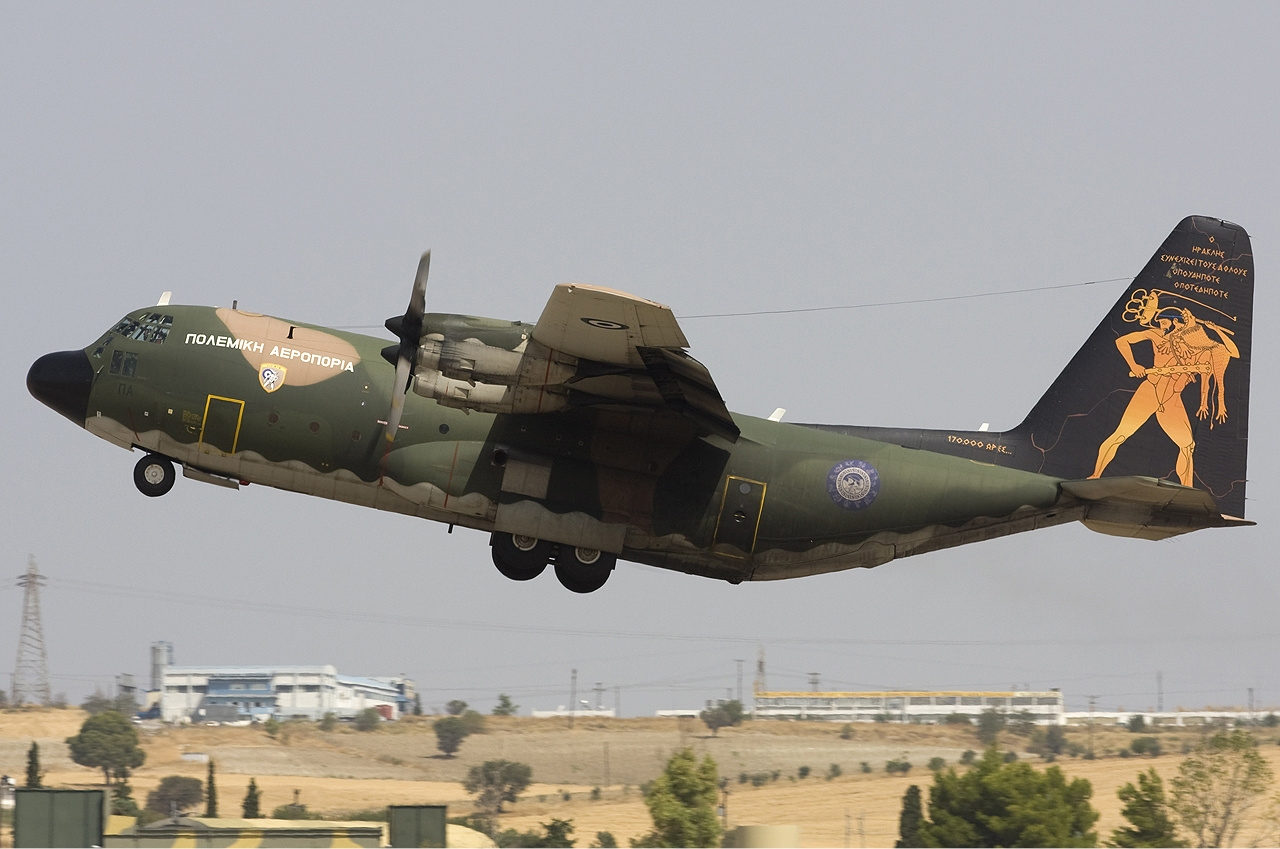
Grekiskt C-130 Hercules tungt fraktflygplan.